# Truta peluda

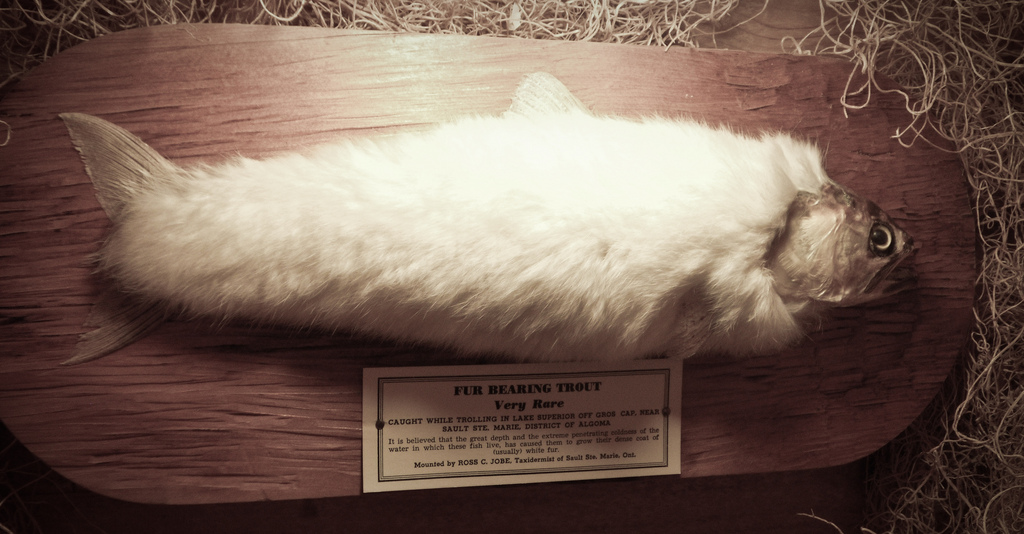
Uma "truta peluda" montada, como a que foi exibida no Museu Nacional da Escócia.

A truta peluda (ou truta com pelo) é uma criatura lendária [en] encontrada no folclore americano e no folclore islandês. De acordo com o folclore, a truta criou uma espessa camada de pelo para manter o calor do corpo. As histórias de peixes peludos datam do século XVII e, posteriormente, da "truta peluda" da Islândia. A publicação americana mais antiga conhecida data de um artigo de 1929 da revista Montana Wildlife, escrito por J.H. Hicken. Uma truta peluda de taxidermia produzida por Ross C. Jobe é um espécime no Museu Nacional da Escócia; é uma truta com pele de coelho branca "engenhosamente" anexada.
Não há exemplos conhecidos de nenhuma espécie de truta com pelo, mas são conhecidos dois exemplos de crescimento de pelos em peixes. O "fungo do algodão", Saprolegnia [en], pode infectar peixes, o que pode resultar na aparência de peixes cobertos de "pelos" brancos. Outro peixe, o Mirapinna esau [en], tem um crescimento de estruturas semelhantes a pelos e ostenta barbatanas peitorais semelhantes a asas.

## Pontos em comum
As trutas peludas são criaturas fictícias supostamente encontradas no Rio Arkansas, no norte da América do Norte e na Islândia. A alegação básica é que as águas dos lagos e rios da região são tão frias que elas desenvolveram uma espessa camada de pelos para manter o calor do corpo. Outra teoria diz que isso se deve ao derramamento de quatro jarros - ou duas garrafas - de condicionador de cabelo no rio Arkansas.
As origens variam, mas uma das primeiras alegações data de uma carta de um imigrante escocês do século XVII a seus parentes, referindo-se à abundância de "animais peludos e peixes" no Novo Mundo. Em seguida, foi solicitada a obtenção de um espécime desses "peixes peludos" e um foi enviado para casa. Uma publicação de 1900 relata que o Loðsilungur islandês, outra truta peluda, é um folclore comum. A publicação americana mais antiga conhecida data de um artigo da revista Montana Wildlife de 1929, escrito por J.H. Hicken.
O "fungo do algodão" Saprolegnia às vezes infecta os peixes, causando o aparecimento de tufos de pelos no corpo. Uma infecção intensa resultará na morte do peixe e, como o fungo continua a crescer depois disso, ocasionalmente podem ser encontrados peixes mortos, em grande parte cobertos pelo "pelo" branco, em praias. Uma espécie real de peixe, Mirapinna esau, é conhecida pelas inúmeras estruturas semelhantes a pelos em seu corpo. Esse peixe não está relacionado às trutas, mas é uma larva de peixes da ordem dos cetomimiformes. Ele foi descoberto nos Açores em 1956.

## Loðsilungurislandês
De acordo com a lenda islandesa, o Loðsilungur é uma truta peluda que é criação de demônios e gigantes. O Loðsilungur é descrito como um peixe não comestível que inunda os rios e é uma forma de punição pela maldade humana. Em 1900, o The Scottish Review apresentou um relato do Loðsilungur como uma "truta desgrenhada" venenosa do norte da Islândia. Em 1854, uma truta foi "lançada na costa em Svina-vatn" e apresentada em uma ilustração de 1855 no jornal Nordri, sendo descrita como tendo pelos avermelhados na mandíbula inferior e no pescoço, nas laterais e nas nadadeiras, mas o autor do artigo do Nordri não a identificou especificamente pelo nome. Sjón, um popular escritor islandês, ficou obcecado com o conto popular quando tinha nove anos. Sjón contou que se um homem comesse a truta peluda, ele ficaria grávido e seu escroto teria que ser cortado para dar à luz o bebê. Sjón observou que a história "pode explicar por que mais tarde fui impulsionado para o surrealismo".

## Truta peluda dos Estados Unidos
Um relato de uma truta peluda apareceu em 1929 na revista Montana Wildlife e foi registrado pela primeira vez por J.H. Hicken. O relato de Hicken afirma que, quando o peixe é pescado, "a mudança de temperatura dessa água para a atmosfera é tão grande que o peixe explode ao ser retirado da água, e o pelo e a pele saem em uma peça perfeita, tornando-o disponível para fins comerciais e deixando o corpo do peixe para guardar na geladeira ou para comer, conforme desejado".
My Ten Years in a Quandary, and How They Grew [en], um livro best-seller de 1936 de Robert Benchley, contém o ensaio bem-humorado "Bad News" sobre um relato de trutas peludas usadas para curar bócio.
Outra história de truta peluda teve origem com Wilbur B. Foshay [en], secretário da Câmara de Comércio. Foshay promoveu a história de forma tão convincente que ela foi publicada pelo jornal Salida Record. De acordo com Foshay, a truta criava pelo devido às temperaturas frias do Rio Arkansas e perdia o pelo quando a temperatura da água esquentava no verão. Em novembro de 1938, uma história no Puebloan Cheiftan relatou a história da truta peluda e afirmou que "[o]s antigos moradores do Rio Arkansas, perto de Salida, contaram histórias por muitos anos sobre a truta peluda nativa das águas do Arkansas perto dali." Em 2014, o programa de televisão Mysteries at the Museum [en] visitou o Museu de Salida e, em maio de 2014, esperava-se que fizesse parte de um segmento no final de 2014.
S.E. Schlosser contou uma história que afirma que a truta peluda resultou de duas garrafas ou quatro jarras de condicionador de cabelo derramado. Para capturar a truta peluda, os pescadores agiam como barbeiros e atraíam os peixes das águas com a oferta de um corte de cabelo ou de barba grátis. Uma história intencionalmente fantasiosa no Maine afirmava que a truta peluda estava sob uma política de captura e soltura que era aplicada por guardas portando dispositivos de Brannock. Se um peixe fosse capturado, o guarda o mediria contra o pé do pescador. Se o comprimento do peixe correspondesse ao tamanho do pé do pescador, o peixe poderia ser comido e a pele transformada em pantufas de pelúcia.

## Canadá
A truta peluda canadense é outro exemplo da lenda da truta peluda. De acordo com a história, uma truta com pelo branco foi pescada no Lago Superior ao largo de Gros Cap, em Sault Ste. Marie, Ontário, distrito de Algoma, Canadá, e seu taxidermista foi Ross C. Jobe, de Sault Ste. Marie. O comprador do peixe ficou sabendo da farsa depois de apresentá-lo ao Museu Nacional da Escócia. O pelo branco de um coelho foi descrito como estando "engenhosamente" anexado ao peixe. Uma descrição fictícia da truta "peluda" canadense foi publicada por Takeshi Yamada [en].